# Fléchy
Fléchy ist eine französische Gemeinde mit 87 Einwohnern (Stand 1. Januar 2022) im Département Oise in der Region Hauts-de-France (vor 2016 Picardie). Sie liegt im Arrondissement Clermont und ist Teil der Communauté de communes de l’Oise Picarde und des Kantons Saint-Just-en-Chaussée (bis 2015 Breteuil). Die Einwohner werden Fléchissois genannt.

## Geographie
Fléchy liegt etwa 45 Kilometer südsüdwestlich von Amiens. Umgeben wird Fléchy von den Nachbargemeinden Bonneuil-les-Eaux im Norden, Esquennoy im Osten, Villers-Vicomte im Süden, Cormeilles im Westen und Südwesten sowie Blancfossé im Westen.

## Einwohner
| 1962                      | 1968 | 1975 | 1982 | 1990 | 1999 | 2006 | 2013 |
| ------------------------- | ---- | ---- | ---- | ---- | ---- | ---- | ---- |
| 110                       | 103  | 102  | 95   | 86   | 85   | 89   | 96   |
| Quelle: Cassini und INSEE |      |      |      |      |      |      |      |

## Sehenswürdigkeiten
- Kirche Saint-Fuscien (siehe auch: Liste der Monuments historiques in Fléchy)
- Kapelle Les Brabans